# 1960 en Colombie-Britannique
Chronologie de la Colombie-Britannique
- 1956
- 1957
- 1958
- 1959
- 1960
- 1961
- 1962
- 1963
- 1964

Cette page concerne des événements qui se sont produits durant l'année 1960 dans la province canadienne de Colombie-Britannique.

## Politique

George R. Pearkes

- Premier ministre : W.A.C. Bennett.
- Chef de l'Opposition : Robert Strachan[1] du Parti social démocratique du Canada
- Lieutenant-gouverneur : Frank Mackenzie Ross puis George R. Pearkes
- Législature :

## Événements

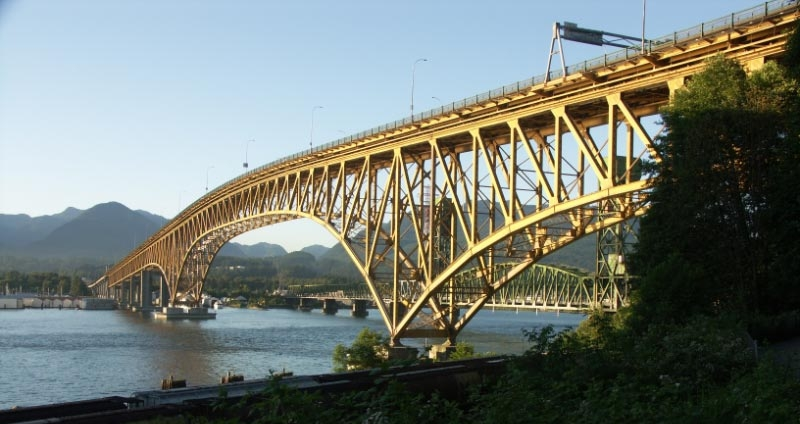
Ironworkers Memorial Bridge, Vancouver.

- Mise en service à Castlegar du  Kinnaird Bridge , pont routier de 80 mètres de longueur sur la Columbia river [2].
- Mise en service à New Westminster du  Queensborough Bridge , pont routier de 904 mètres de longueur en poutres métalliques franchissant la Fraser river et qui remplace un pont du même nom construit en 1909[3].
- Mise en service à Vancouver du  Ironworkers Memorial Second Narrows Crossing  , pont routier à poutres cantilever en treillis, d'une longueyr totale de 1292 mètres et dont la portée principale est de 335 mètres[4].

## Naissances
- 11 février à Victoria (Colombie-Britannique) : Grant Main, rameur d'aviron canadien.